# Рашидов, Турсунбой Рашидович
Турсунбай Рашидович Рашидов (27 мая 1934, Ташкент — 7 октября 2020, Ташкент, Узбекская ССР) — советский и узбекский учёный в области механики, академик АН Узбекской ССР (1984), заслуженный деятель науки УзССР (1978), ректор Ташкентского института текстильной и легкой промышленности (1974—1979).

## Биография
Родился 27 мая 1934 года в Ташкенте в семье ремесленника.
Окончил физико-математический факультет Среднеазиатского государственного университета (1956) и его аспирантуру (1959).
В 1964 году защитил кандидатскую диссертацию на тему: «Элементы теории динамики сейсмической устойчивости подземных сооружений».
В 1971 году защитил докторскую диссертацию на тему: «Проблемы теории динамики сейсмической устойчивости наиболее сложных подземных сооружений в контексте волновой механики», доктор технических наук.
Младший (1959), старший (1960) научный сотрудник, зав. сектором, зам. директора (1966) Института механики с ВЦ АН УзССР.
В 1966—1974 гг. директор Института механики и сейсмостойкости сооружений АН УзССР. Под его руководством проведен подробный анализ сейсмических воздействий на сооружения в эпицентральной зоне, определены интенсивность землетрясения и границы сейсмических зон по макросейсмическому эффекту на основе специально разработанной методики.
В 1974—1979 гг. ректор Ташкентского института текстильной и легкой промышленности.
С 1979 года член-корреспондент АН УзССР, член Президиума АН УзССР, академик-секретарь Отделения механики и процессов управления АН УзССР. С 1984 года академик АН УзССР. Вице—президент АН РУ (2000).
До 2020 года работал — главным научным сотрудником, зав. лабораторией сейсмодинамики подземных сооружений и фундаментов Института механики и сейсмостойкости сооружений им. М. Т. Уразбаева АН Республики Узбекистан.
Им было подготовлено 6 докторов наук и 40 кандидатов. Шестеро его учеников являются лауреатами Государственной премии Узбекистана, а 15 — лауреатами различных премий в области науки и техники.
Скончался в реанимации РНЦЭМП от острой сердечно-сосудистой недостаточности 7 октября 2020 года.

## Награды и звания
- Лауреат Государственной премии Узбекистана им. Абу Райхона Беруни в области науки и техники (1983);
- Лауреат премии Совета Министров СССР;
- Заслуженный деятель науки УзССР (1978);
- В честь 27-летия независимости Узбекистана президент Шавкат Мирзиёев наградил академика Турсунбая Рашидовича Рашидова орденом «Мехнат Шухрати».

## Избранная библиография
Автор 17 монографий и более 500 научных статей, имел ряд авторских свидетельств, был ответственным редактором более 40 сборников и монографий, в том числе:
- Предложения по проектированию полотна железных и автомобильных дорог в сейсмических условиях / Т. Р. Рашидов, А. Абдужабаров ; АН УзССР. Ин-т механики и сейсмостойкости сооружений. — Ташкент : Фан, 1972. — 10 с. : ил.; 22 см.
- Колебания сооружений, взаимодействующих с грунтом / Т. Рашидов, Г. Хожметов, Б. Мардонов; АН УзССР, Ин-т механики и сейсмостойкости сооружений им. М. Т. Уразбаева. — Ташкент: Фан, 1975. — 174 с.: граф.; 21 см.
- Состояние и перспективы развития сейсмостойкого строительства подземных сооружений метрополитенов / Т. Рашидов, А. А. Ишанходжаев, Р. Я. Пиковская. — Ташкент : УзНИИНТИ, 1982. — 39 с. : ил.; 20 см.
- Сейсмостойкость подземных трубопроводов / Т. Р. Рашидов, Г. Х. Хожметов. — Ташкент : Фан, 1985. — 152 с. : ил.; 21 см.
- Прочность инженерных сооружений при импульсивных и сейсмических воздействиях : [Сб. ст.] / АН УзССР, Ин-т механики и сейсмостойкости сооружений им. М. Т. Уразбаева; Под ред. Т. Р. Рашидова. — Ташкент : Фан, 1990. — 136 с. : ил.; 20 см; ISBN 5-648-00968-2.